# 豊田市立石野中学校
豊田市立石野中学校（とよたしりつ いしのちゅうがっこう）は、愛知県豊田市力石町井ノ上にある公立中学校。

## 通学区域
以下の小学校区。
- 豊田市立上鷹見小学校
- 豊田市立中金小学校
- 豊田市立東広瀬小学校

## 周辺
- 石野郵便局
- 猿投グリーンロード力石IC
- 国道153号
- 愛知県道345号中金百々線